# هاري رايت
هاري رايت (بالإنجليزية: Harry Wright)‏ (3 يونيو 1909 بإنجلترا في المملكة المتحدة - 1 أبريل 1994 في المملكة المتحدة) هو مدرب كرة قدم ولاعب كرة قدم بريطاني (وحمل سابقاً جنسية المملكة المتحدة لبريطانيا العظمى وأيرلندا) في مركز حراسة المرمى. شارك مع منتخب إنجلترا لكرة القدم. أما مع النوادي، فقد لعب مع تشارلتون أثلتيك وديربي كاونتي وكولتشستر يونايتد ونادي ألدرشوت ونادي تشيلمسفورد وهارويتش وباركستون ‏.